# Joachim Liebscher
Joachim Liebscher (* 22. Dezember 1926 in Großschönau, Sachsen; † 22. April 1994 in Waltersdorf) war ein deutscher Bildhauer in der Lausitz.

## Leben und Werk
Joachim Liebscher wurde in Großschönau, einem Oberlausitzer Bauern- und Weberdorf, als einziges Kind des Maschinenschlossers Heinrich Max Liebscher und seiner Frau Sophie Frieda geb. Schäfer geboren. Von 1934 bis 1942 besuchte er die dortige Volksschule. Seit frühester Kindheit nutzte er seine Begabung, Dinge zu erfassen und in Bildern und Plastiken wiederzugeben. Von 1942 bis 1944 absolvierte er eine Lehre als Maschinenschlosser in der Maschinenfabrik Guido Herrmann in Großschönau. Dabei erlernte er das Handwerk der Stahlbearbeitung und Formung und entdeckte Metall als Gestaltungsmittel für sein späteres künstlerisches Schaffen.
Am 12. Juni 1944 wurde er zur Wehrmacht zum Flieger Ersatzbataillon VII in Kaufbeuren einberufen, am 11. September 1944 wurde er schwer verwundet in das Reservelazarett Kempten (Allgäu) eingeliefert. 1946 begann Joachim Liebscher an der Handwerker- und Gewerbeschule Zittau eine zweijährige Ausbildung zum Technischen Zeichner. Hier wurde er von 1946 bis 1947 von Adolf Schorisch, dem Direktor der Schule, in Zeichnen, Fachzeichnen, Stilkunde und Modellieren unterrichtet. Es entstanden ersten Aquarelle. Als Technischer Zeichner arbeitete Liebscher nur kurze Zeit. 1947 und 1948 folgten erste Ausstellungen und Verkäufe seiner künstlerischen Arbeiten. Im Jahre 1950 machte er ein dreimonatiges Praktikum im Steinmetzbetrieb Hugo Mühle beim Inhaber Bernhard Dünnbier in Großschönau.
In den Jahren 1952 bis 1954 leitete Liebscher das Volkskunstkabinett in Görlitz. Er hielt Vorträge, führte Ateliergespräche und Diskussionen, ging in Betriebe, Institutionen und Schulen, um Interesse und Verständnis für die Kunst zu wecken. 1955 wurde er zum Studium an die Hochschule für Bildende Künste Dresden delegiert. Er studierte bis 1960 bei Walter Arnold. Zu seinen Kommilitonen gehörten u. a. Wolfram Hesse, August Martin Hoffmann, Marianne Traub und Leoni Wirth. Für sein Diplom schuf er in Gips die Statue Arbeiter unserer Zeit.
1961 begann seine freiberufliche Tätigkeit in Waltersdorf. Durch Werksverträge mit Großbetrieben in Hirschfelde entstanden zwischen 1960 und 1965 Arbeiten wie das Relief Deutsch-Polnische Freundschaft. In dieser Zeit schuf er auch die erste Fassung des Beethoven-Porträts für das Stadttheater Zittau. 1965 bis 1967 folgte ein Werksvertrag mit dem VEB Robur-Werke Zittau. In dieser Zeit entstanden Plastiken für die Kreise Zittau und Görlitz. Aus dieser Schaffensperiode sind die Gruppenplastik Mädchen mit Kälbchen für eine Schule der Bergarbeitersiedlung in Schönau-Berzdorf und das Ehrenmal in Oybin, die Darstellung eines Knaben, der das aufstrebende Leben symbolisiert bemerkenswert. 1965 entstand in enger Zusammenarbeit mit der Offiziershochschule „Ernst Thälmann“ die Porträtplastik Offizier der Nationalen Volksarmee.
Am 7. August 1963 heiratete er Ursula Tesche. Sie war erste Kritikerin seiner schöpferischen Tätigkeit. Liebschers bedeutendste Schaffensperiode begann 1968 mit der Ausführung der Tierplastik Bettelnder Bär für die Fußgängerzone im Stadtzentrum der Chemiestadt Schwedt. Für das Waldbad Schwedt entstand 1970 die Spielplastik Walross, eine 6 Meter hohe Wasserrutsche, für deren Oberflächengestaltung Feldsteine der Uckermark eingesetzt wurden. Weitere Versionen dieser Großplastik schuf Liebscher 1973 als Geschenk für den polnischen Partnerbetrieb des auftraggebenden Papier- und Kartonagenwerks in Küstrin und 1978 für das Waldstrandbad Großschönau in seiner Heimat. Für den Außenbereich vor dem Papier- und Kartonagenwerk Schwedt entwarf er die 6 Meter hohe Großplastik Papier in Bewegung aus veredeltem Stahl. Mit diesem Projekt begann Liebschers Zusammenarbeit mit dem Gartenarchitekten Erwin Stein aus Berlin. In dieser Zeit lernte Liebscher ebenfalls den Architekten Christoph Dielitzsch kennen. Sie erarbeiteten gemeinsam Konzepte zur Gestaltung des Waldbades, der Waldsportanlage mit Liebschers Olympiabrunnen und der neuen Eigenheimsiedlung sowie der näheren Schwedter Umgebung.
Im Architekturwettbewerb „Bestes Bauwerk“ 1977 wurde die Eigenheimsiedlung, für die Liebscher Formgestaltungselemente in Emaille schuf, als ästhetisch beispielgebend preisgekrönt. 1974 entstand zu dem Thema „Energie, Kraft und Bewegung“ für den Außenbereich des neuen Verwaltungsgebäudes der Ingenieurhochschule Zittau ein Brunnen in dessen ebenerdigen Trog von fünf Metern Durchmesser stehen neun 1,5 bis 2 Meter hohe, wasserführende Rohre mit aufgesetzten Kupferkugeln, die durch das Wasser bewegt werden. Das Ensemble wird von einem, mit emaillierten geometrischen Elementen besetzten, Metallring umrahmt. 1987 entwarf Joachim Liebscher die Sonnenuhr für das Zeiss-Großplanetarium und den Ernst-Thälmann-Park in Berlin an der Prenzlauer Allee, Liebschers bedeutendstes Werk.

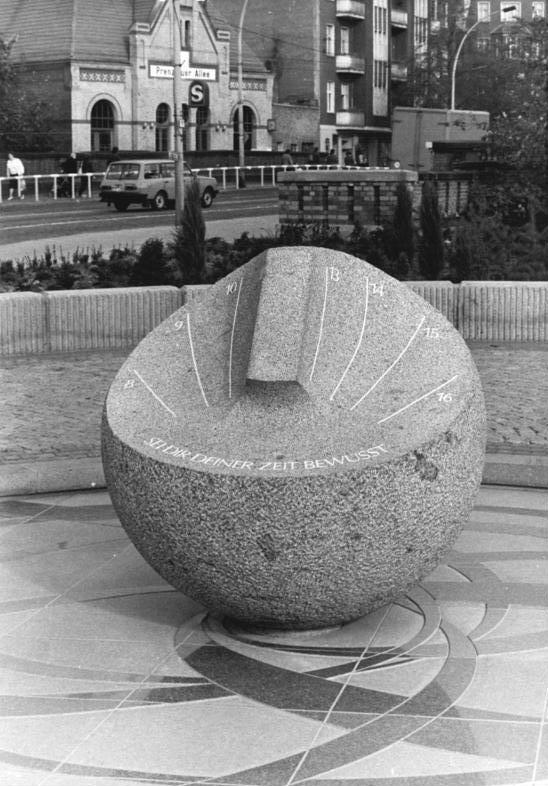
Sonnenuhr von Joachim Liebscher am Zeiss-Großplanetarium in Berlin-Prenzlauer Berg

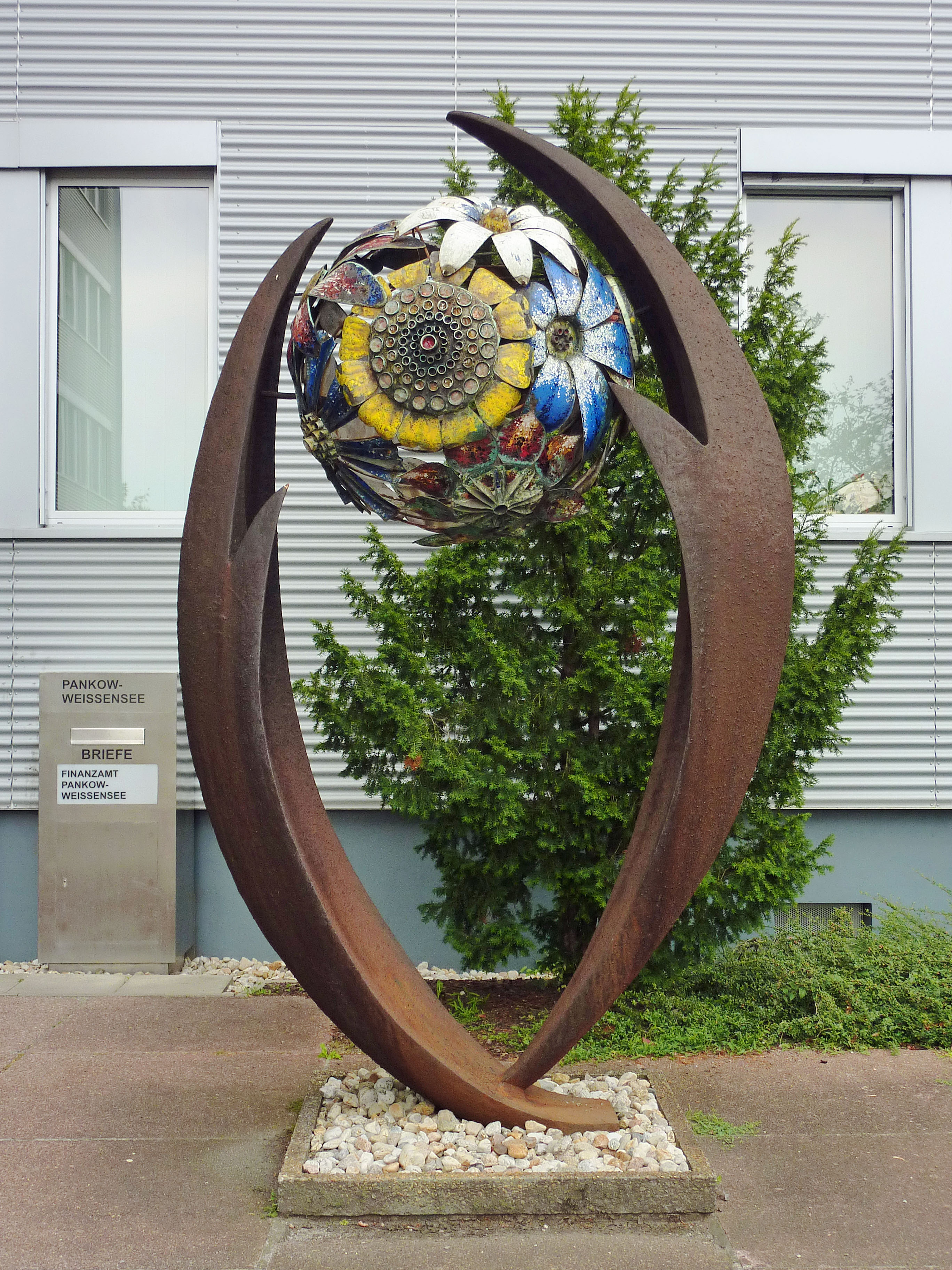
Blütenball von Joachim Liebscher vor dem Finanzamt Prenzlauer Berg

Bereits 1972 widmete er sich der Raumgestaltung. Aus Ton schuf er zahlreiche Alltagsgegenstände und Plaketten, wie den von ihm geschaffenen Kunstpreis der Oberlausitzer Kreise Zittau – Löbau. 1991–1993 betrat Joachim Liebscher künstlerisches Neuland und führte Regie in den gemeinsam mit Hans-Wolf Ullrich und Lausche Video produzierten Videos, Wittstock – Gedanken einer Stadt, Spuren im Märkischen Land, Zittauer Land, Robur – ein dynamisches Zeichen unserer Zeit, Karies ist kein Kinderspiel und Bauwerker – eine Chance für Dich!
Liebscher war bis 1990 Mitglied des Verbands Bildender Künstler der DDR. Studienreisen führten ihn in die Tschechoslowakei, nach Bulgarien, Rumänien, Albanien und die Sowjetunion. Er sagte über sich: „Ich will etwas schaffen, was von den Menschen gebraucht und auch verstanden wird.“

## Fotografische Darstellung Liebschers
- Erich Höhne oder Erich Pohl: Joachim Liebscher während der Arbeit im Atelier (1960/1961)[2]

## Werke (Auswahl)
- 1963: Bronzeplastik Das Mädchen mit dem Kälbchen
- 1964: Büste Beethoven Porträt, für das Stadttheater Zittau
- 1965: Relief Deutsch-Polnische Freundschaft, Kunststein, Braunkohlenwerk Hirschfelde und Grube Turow / Polen; Ausführung: Bernhard Dünnbier, Großschönau[3]
- 1965: „Ehrenmal“ in Oybin, Bronzeplastik eines Knaben im Kontrast vor einer Felsenformation stehend, symbolisiert das aufstrebende Leben
- 1965: Porträtplastik Offizier der Nationalen Volksarmee (Bronze)
- um 1965: Junge Familie, lebensgroß, Kunststein, Seifhennersdorf – Neubaugebiet
- 1966: Porträt Bärbel, Porträtplastik, Gips, getönt[4]
- 1967: Goldene Ähre, Stahl vergoldet, als Symbolik für das tausendjährige Dorf Jauernick im Kreis Görlitz
- 1968: Bronzeplastik Lernende Jugend, vor der Betriebsberufsschule des VEB Robur
- 1968: Der Fischer von Kamminke, Kunststein, 3 Meter hohe Großplastik, auf Usedom
- 1968: Tierplastik Bettelnder Bär für die Fußgängerzone im Stadtzentrum der Chemiestadt Schwedt[5]
- 1970: Spielplastik Walross, Waldbad Schwedt (1973 für Kostrzyn, 1978 für das Waldstrandbad Großschönau)
- 1973/1974: Symbolik Papier in Bewegung, veredelter Stahl, VEB Papier und Kartonagenwerk Schwedt
- 1975: „Olympiabrunnen“, Emaille, Waldsportanlage Schwedt
- 1977: Formgestaltungselemente in Emaille, für Eigenheimsiedlung in Schwedt
- 1976: Blütenball (Emaile/Stahl), 3 Meter hohe Stele, mit einer sinnbildlichen Darstellung Leben bewahrender Hände, die eine Blumenkugel umfassen
- 1977: Terrassengitter Berliner Luft (Stahl/Keramik), als Eingangssymbolik für den Magistrat von Groß-Berlin
- 1977: Fahnengruppe und Brunnen Energie, Kraft und Bewegung, Emaille und Stahl, Ingenieurhochschule Zittau
- 1982: künstlerischen Gesamtkonzeption und Eingangsgestaltung, im VEB Jugendmode Rostock
- 1983: Gestaltungskonzeption und Wasserobjekt im Eingangsbereich, VEB Forschungszentrum Mikroelektronik Dresden, Ausführung: Firma Naumann Dresden
- 1984: Brunnen der Tiere, Steinzeug, Kultur- und Sportzentrum Wittstock / Dosse
- 1980/1984: Freizeitbereich des VEB Obertrikotagenwerkes in Wittstock eine begehbare Brunnenanlage zum Thema „Freuden des Wassers“
- 1987: „Denk-Stein“, Syenit, Evangelische Brüder-Unität Herrnhut; Ausführung: Klaus Friebolin, Zittau
- 1987: „Sonnenuhr“ am Großplanetarium Berlin, Granit und Porphyr; Ausführung: Dieter Hebold, Neugersdorf und Gottfried Hocke, Strahwalde[6]
- 1988: Ehrenmal „Deutsche Ärzte in Spanien 1933 – 1939“, Terrazzo, Syenit, Bronzeguss; NVA-Lazarett, „Dr. Günther Bodek“, Ueckermünde; Ausführung: Klaus Friebolin Zittau
- 1989: Symbolische plastische Gestaltung nach einem Hegelwort, Granit und Polyester, für Leipzig-Grünau

## Konzeptionen
- 1972: Gestaltungskonzeption, „Jägerstube“ der Konsum-Gaststätte „Stadt Zittau“, Spitzkunnersdorf
- 1984: Gestaltungskonzeption Gaststätte „Ueckermärkischer Krug“ Pflanzensäulen, Steinzeug
- 1985: Wandgestaltung Flachrelief, gespachtelt, Gaststätte im Konsument-Warenhaus Berlin Centrum Invest
- 1987: Gestaltungskonzeption für den Klub der Volkssolidarität in Seifhennersdorf
- 1989: Gestaltungskonzeption Ferienheim „Oybiner Hof“, Plastik „Oybiner Mönch“, Steinzeug
- 1992: Gestaltungskonzeption für das Seniorenheim in Seifhennersdorf (Die Fertigstellung und Einweihung des Seniorenheimes mit seinen darin integrierten Arbeiten erlebte er nicht mehr, sie erfolgte 1995.)

## Ausstellungen (mutmaßlich unvollständig)

### Einzelausstellungen
- 1983: Potsdam, Kleine Galerie im Keller; Luckenwalde, Galerie im Zentrum; Brandenburg, Galerie in der Steinstraße

### Teilnahme an zentralen und wichtigen regionalen Ausstellungen in der DDR
- 1967/1968, 1972/1973 und 1982/1983: Dresden, VI., VII. und IX. Kunstausstellung der DDR
- 1974, 1979 und 1985: Dresden, Bezirkskunstausstellungen